# Ботошан Василь Валентинович
Василь Валентинович Ботошан (нар. 12 березня 1970) — радянський, український та молдовський футболіст, захисник.

## Життєпис
Василь — вихованець дитячо-юнацької спортивної школи № 4 міста Тирасполя. Професіональну кар'єру футболіста розпочав у 1987 році в місцевій команді другої союзної ліги «Текстильник». У 1989 році Ботошан провів десять матчів у складі команди «Тигина-РШВСМ».
У 1992-1993 роках Василь виступав за різні колективи вищої молдовської ліги, серед яких такі клуби як «Динамо-Кодру», «Тилігул» і «Торентул». Усього в цей період Ботошан провів 38 поєдинків у чемпіонаті Молдови.
Після чого Василь переїхав до України, де три сезони виступав у складі клубу «Дністровець», спочатку на аматорському, а пізніше й на професіональному рівні. Сезон 1996/97 років він провів у складі команди другої ліги України «Оскіл» з Куп'янська, за яку провів 31 матч у першості та дві гри у кубку країни.
У 1997 році Василь повернувся в Молдову, де провів 12 зустрічей у складі динамівців з міста Бендери. У 1998 році Василь поїхав у Росію, уклавши угоду з нальчицьким «Спартаком». Провівши в складі нальчан шість матчів Василь вирішив завершити кар'єру в професіональному футболі.
У 2000-2001 роках виступав у складі аматорських команд «Тірас-Портовик» та «Атлетик» з Великомихайлівки.

## Статистика виступів
| Команда                                                       | Сезон             | Чемпіонат         | Чемпіонат | Чемпіонат | Кубок | Кубок | Загалом | Загалом |
| Команда                                                       | Сезон             | Рів.              | Матчі     | Голи      | Матчі | Голи  | Матчі   | Голи    |
| ------------------------------------------------------------- | ----------------- | ----------------- | --------- | --------- | ----- | ----- | ------- | ------- |
| «Текстильник» (Тирасполь)                                     | 1987              | III               | 1         | 0         | 0     | 0     | 1       | 0       |
| «Текстильник» (Тирасполь)                                     | 1988              | III               | 23        | 0         | 0     | 0     | 23      | 0       |
| «Текстильник» (Тирасполь)                                     | Загалом           | Загалом           | 24        | 0         | 0     | 0     | 24      | 0       |
| «Тигина-РШВСМ» (Бендери)                                      | 1989              | III               | 10        | 0         | 0     | 0     | 10      | 0       |
| у період з 1990 по 1992 рік не виступав на професійному рівні |                   |                   |           |           |       |       |         |         |
| «Динамо-Кодру»                                                | 1992              | I                 | 6         | 0         | 0     | 0     | 6       | 0       |
| «Динамо-Кодру»                                                | 1992/93           | I                 | 13        | 0         | 0     | 0     | 13      | 0       |
| «Динамо-Кодру»                                                | Загалом           | Загалом           | 19        | 0         | 0     | 0     | 19      | 0       |
| «Тилігул» (Тирасполь)                                         | 1992/93           | I                 | 8         | 0         | 0     | 0     | 8       | 0       |
| «Торентул» (Кишинів)                                          | 1993/94           | I                 | 11        | 0         | 0     | 0     | 11      | 0       |
| «Дністровець» (Білгород-Дністровський)                        | 1994/95           | IV                | 19        | 0         | 2     | 0     | 21      | 0       |
| «Дністровець» (Білгород-Дністровський)                        | 1995/96           | III               | 27        | 0         | 1     | 0     | 28      | 0       |
| «Дністровець» (Білгород-Дністровський)                        | Загалом           | Загалом           | 46        | 0         | 3     | 0     | 49      | 0       |
| «Оскіл» (Куп'янськ)                                           | 1996/97           | III               | 31        | 0         | 2     | 0     | 31      | 0       |
| «Динамо» (Бндери)                                             | 1997/98           | I                 | 12        | 0         | 0     | 0     | 12      | 0       |
| «Спартак» (Нальчик)                                           | 1998              | II                | 6         | 0         | 0     | 0     | 6       | 0       |
| Усього за кар'єру                                             | Усього за кар'єру | Усього за кар'єру | 167       | 0         | 5     | 0     | 173     | 0       |

Джерела:
- Статистика виступів у Кубку України взята зі спортивного медіа-порталу Football.lg.ua